# Prosopophorella iriomotensis
Prosopophorella iriomotensis är en tvåvingeart som beskrevs av Mitsuhiro Sasakawa 1998. Prosopophorella iriomotensis ingår i släktet Prosopophorella och familjen lövflugor. Inga underarter finns listade i Catalogue of Life.